# Сямень
Сяме́нь (іноді Сями́нь, спрощ.: 厦门; кит. трад.: 廈門; піньїнь: Xiàmén; часто також Амо́й від назви в південному діалекті) — найбільший порт китайської провінції Фуцзянь. Населення на 2019 рік — 3,83 млн (4,29 млн із передмістями).

## Географія
Розташований на островах між Цюаньчжоу (на північ) та Чжанчжоу (на південь), по сторонах на Тайванської протоки.

### Клімат
Місто знаходиться у зоні, котра характеризується вологим субтропічним кліматом. Найтепліший місяць — липень із середньою температурою 27.8 °C (82 °F). Найхолодніший місяць — січень, із середньою температурою 12.8 °С (55 °F).
| Клімат Сяменя           | Клімат Сяменя | Клімат Сяменя | Клімат Сяменя | Клімат Сяменя | Клімат Сяменя | Клімат Сяменя | Клімат Сяменя | Клімат Сяменя | Клімат Сяменя | Клімат Сяменя | Клімат Сяменя | Клімат Сяменя | Клімат Сяменя |
| Показник                | Січ.          | Лют.          | Бер.          | Квіт.         | Трав.         | Черв.         | Лип.          | Серп.         | Вер.          | Жовт.         | Лист.         | Груд.         | Рік           |
| Середній максимум, °C   | 16            | 16            | 18            | 22            | 26            | 29            | 32            | 32            | 30            | 27            | 23            | 19            | 24            |
| Середня температура, °C | 13            | 13            | 15            | 19            | 23            | 26            | 28            | 28            | 27            | 24            | 20            | 15            | 20            |
| Середній мінімум, °C    | 10            | 10            | 12            | 16            | 20            | 23            | 25            | 25            | 24            | 20            | 16            | 12            | 17            |
| Норма опадів, мм        | 36            | 74            | 93            | 138           | 163           | 184           | 141           | 151           | 109           | 32            | 32            | 27            | 1180          |
| ----------------------- | ------------- | ------------- | ------------- | ------------- | ------------- | ------------- | ------------- | ------------- | ------------- | ------------- | ------------- | ------------- | ------------- |
| Джерело: Weatherbase    |               |               |               |               |               |               |               |               |               |               |               |               |               |

У XX столітті Сямень продовжував залишатися залежним від торгівлі із зовнішнім світом. Сяменьські китайці були серед перших східноазійських емігрантів в Америку. Політика реформ та відкритості спричинила перетворення Сяменя у вільну економічну зону. Один із найкращих міст Китаю щодо чистоти та порядку. В 1921 р. тут був відкритий університет.

## Транспорт

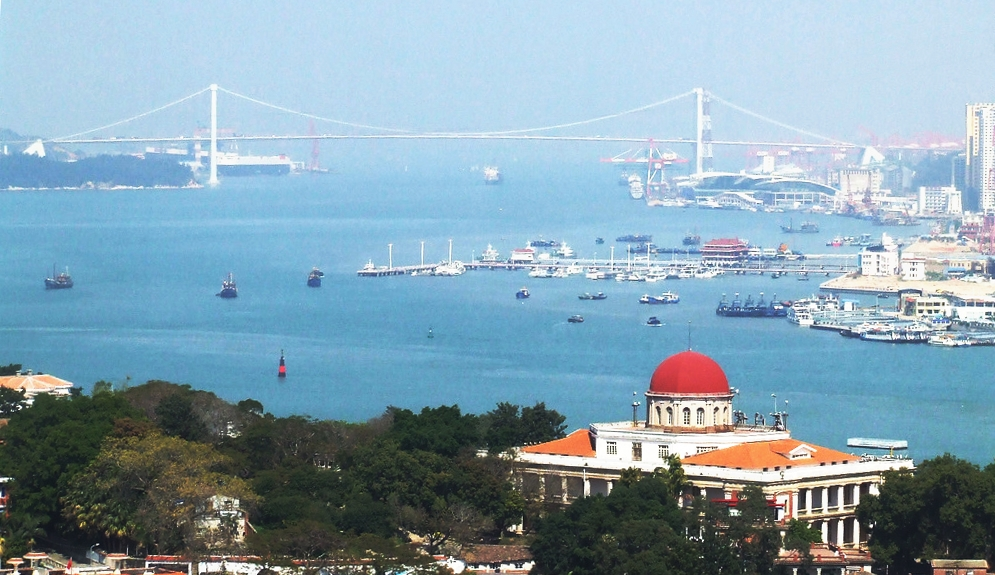
В сяменьській гавані.

31 грудня 2017 року в місті відкрився метрополітен, який на середину 2021 року складається з трьох ліній загальною довжиною понад 100 км.

## Відомі уродженці
- Цю Цзінь — китайська революціонерка, феміністка, поетеса XX ст.